# Banya viscosa
La banya viscosa (Calocera viscosa) és una espècie de fong basidiomicot de la família de les dacrimicetàcies (Dacrymycetaceae). És l'espècie representativa d'un grup de bolets gelatinosos caracteritzats per ser sempre molt menuts i d’aspecte molt variat.

## Taxonomia
Va ser descrita per Christiaan Hendrik Persoon l'any 1794 com Clavaria viscosa. L'any 1823 Jean Baptiste Geneviève Marcellin Bory de Sant Vincent indica que EM Fries reuneix al final de les descripcions d'espècies del gènere Clavaria, i amb el nom de Calocera, certes espècies menudes caracteritzades per textura gelatinosa o còrnia, simples o ramificades, sense cama diferenciada, grogues o taronges i que creixen sobre fusta en descomposició; i assenyala entre les espècies més conegudes del gènere Calocera viscosa.
Elias Magnus Fries (1821) sancionà l'espècie de Persoon pel que té prioritat.

## Iconografia

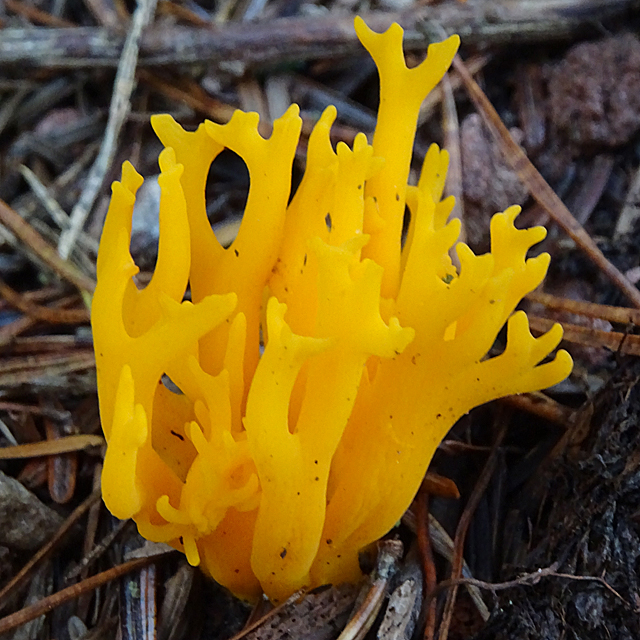
Banya viscosa (Calocera viscosa) mostrant les branques amb ramificació dicòtoma.

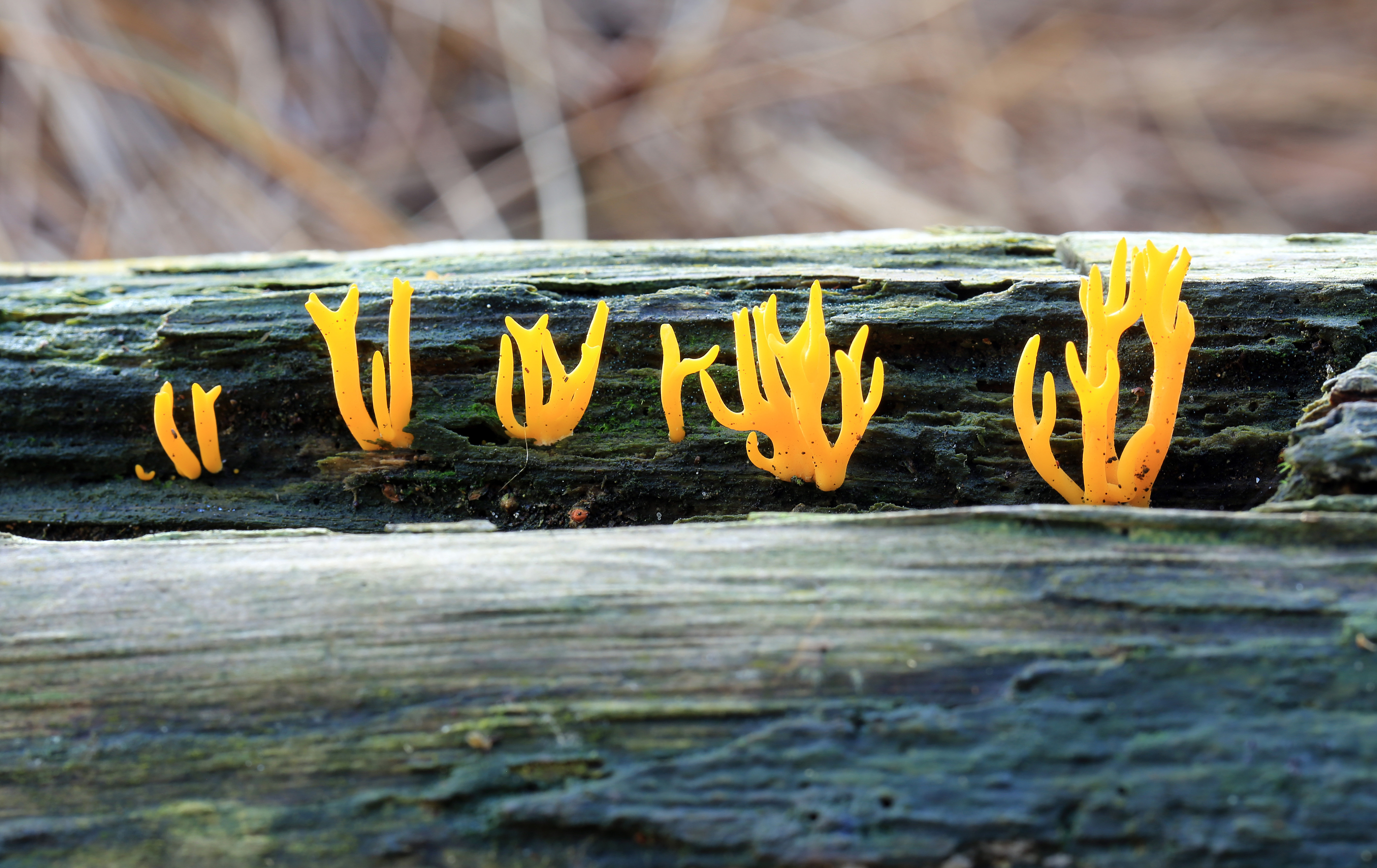
Banya viscosa (Calocera viscosa)

Bresadola G. (1932): Tab. 23; 1106
Bolets de Catalunya: Làmina 20: 954

## Descripció
Bolets esparsos; aspecte coral·loide, de 3-10 alt, amb una base comuna que es ramifica de manera repetidament dicòtoma, extrems aguts, de 2-3 puntes, que simulen banyes o dits; consistència elàstica, tova i viscosa; superfície himenial llisa, molt viscosa, relliscosa, de color groc or en temps sec i groc taronja en temps humit.
Cama absent, amb una espècie d'arrel blanca que penetra profundament (fins a 20) en el substrat.
Carn escassa; de consistència elàstica i tenaç; molt viscosa i gelatinosa en temps humit; groga, sense olor ni sabor destacables.
Esporada ocràcia.

## Hàbitat
Des de finals d'estiu a finals de tardor, però pot aparèixer en qualsevol moment si s'encadellen diverses pluges. Espècie lignícola, creix selectivament sobre fusta (soques, branques i rels) de conífera.

## Distribució geogràfica
Pròpia de tot l'hemisferi nord; comú però menys que la banya còrnia (Calocera cornea)

## Espècies semblants
Es caracteritza per formar cossos fructífers coral·loides, ramificats dicotòmicament, de carn viscosa, elàstica (difícil d'esquinçar) i la base llargament radicant. Gairebé sempre sobre restes de coníferes.
Els exemplars de banya viscosa joves i claviformes s'assemblen als de la banya còrnia (C. cornea). però els d'aquesta última espècie són més petits i coriacis i creixen sobre fusta de planifolis.
Les espècies dels gèneres Ramaria, Clavaria i Clavulinopsis poden recordar la banya viscosa, però tenen la carn fràgil (mai elàstica) ni són gelatinoses. El peu de rata de prat (Clavulinopsis corniculata) viu entre molses i no és lignícola.

## Comestibilitat
Lleugerament tòxica.